# Пасколи, Джованни
Джова́нни Па́сколи (итал. Giovanni Pascoli; 31 декабря 1855, Сан-Мауро-ди-Романья, провинция Форли-Чезена, Эмилия-Романья — 6 апреля 1912, Болонья) — итальянский поэт и филолог-классик.

## Жизнь
Родился в многодетной состоятельной семье. Когда Пасколи был подростком, при невыясненных обстоятельствах был убит его отец, вскоре умерла мать, юность поэта и его братьев и сестер была бедной. Остался холостяком, был глубоко привязан к своим сестрам. С 1871 года жил в Римини, участвовал в социалистическом движении, был на некоторое время арестован в Болонье (1879) после того, как публично прочёл оду анархисту Джованни Пассананте, покушавшемуся на жизнь Умберто I (уничтожена автором и не сохранилась). Учился в Болонском университете, наставником его был Джозуэ Кардуччи. С 1882 года преподавал латинский язык в провинции, с 1894 года некоторое время работал в Риме в Министерстве просвещения, в дальнейшем преподавал в разных университетах, в том числе в Болонье, Флоренции и Мессине. После ухода Кардуччи на пенсию Пасколи сменил его (1903) на кафедре итальянской литературы в Болонском университете. Сохранил социалистические симпатии и атеистические убеждения, хотя от политического радикализма отошел и в зрелые годы написал прочувственную оду на смерть короля Умберто, павшего от руки другого анархиста Гаэтано Бреши в 1900 году. Умер от рака печени, похоронен в часовне своего дома в Кастельвеккьо, недалеко от Барги в Тоскане.

## Творчество
Для лирики Пасколи характерно сочетание различных влияний, в том числе европейского символизма, отталкивающегося от неоклассицизма поколения Кардуччи; наряду с Габриэле д'Аннунцио его нередко относят к ведущим итальянским декадентам. Он считал движущей силой поэзии «детское удивление» перед миром (эссе «Il fanciullino», 1897), а поэзию — «гнездом», защищающим от превратностей мира. Он тщательно работал над формой стиха, использовал редкую лексику, аллитерации, ораторские риторические ходы. Пасколи выступал как новатор стиха, прибегая вместо традиционной для итальянской поэзии силлабики к сложным силлабо-тоническим строфам (особенно в сборнике «Оды и гимны», Ode e inni, 1906). Немало стихотворений Пасколи создал на латинском языке. Выступал как переводчик, в том числе английской поэзии.

## Комментарии
1. ↑  Ныне переименован в его честь в Сан-Мауро-Пасколи.